# Північний полярний басейн
Північний полярний басейн (англ. North Polar Basin або англ. Borealis basin) — це великий басейн у північній півкулі Марса, який покриває близько 40% поверхні планети. Рівнина Chryse Planitia, місце висадки спускового апарата Viking 1, є «затокою», яка відкривається у цей басейн.
Одним із ймовірних пояснень такого низинного, плаского та порівняно безкратерного рельєфу цього басейну є те, що він міг бути сформований в результаті єдиного масштабного зіткнення із дуже великим космічним тілом. Проведення двох симуляцій такого зіткнення дозволило зробити нарис умов, за яких мало б відбутися це зіткнення, щоб отримати сучасний вигляд басейну: низька швидкість тіла — від 6 до 10 км/сек, — непрямий кут падіння (падіння під нахилом) та діаметр космічного тіла від 1600 до 2700 км. Топографічні дані, отримані космічним апаратом Mars Global Surveyor, є цілком сумісними із цією моделлю, а також свідчать про те, що кратер має форму еліпса з осями приблизно у 10600 км та 8500 км, із центром у точці 67° пн. ш. 208° сх. д. / 67° пн. ш. 208° сх. д., хоча еліптична форма була частково прихована пізнішими вулканічними виверженнями, внаслідок яких утворилась опуклість Tharsis вздовж кільцевого валу цього басейну. Існують ознаки, що свідчать про існування і вторинного валу. Якщо все це виявиться правдою, Північний полярний басейн можна буде з певністю назвати найбільшим ударним кратером у Сонячній системі, причому значно більшим за інші великі кратери. Він був би приблизно в чотири рази більшим за кожен із таких трьох найбільших кратерів: Utopia Planitia, що розташований всередині Північного полярного басейну, басейн Південний полюс — Ейткен на Місяці та Hellas Planitia у південній півкулі Марса.

## Примітка
1. ↑  Marinova та ін. (2008). Mega-impact formation of the Mars hemispheric dichotomy. Nature. 453 (7199): 1216—1219. Bibcode:2008Natur.453.1216M. doi:10.1038/nature07070. PMID 18580945.(англ.)
2. ↑  Nimmo та ін. (2008). Implications of an impact origin for the Martian hemispheric dichotomy. Nature. 453 (7199): 1220—1223. Bibcode:2008Natur.453.1220N. doi:10.1038/nature07025. PMID 18580946.(англ.)
3. ↑  Andrews-Hanna та ін. (2008). The Borealis basin and the origin of the Martian crustal dichotomy. Nature. 453 (7199): 1212—1215. Bibcode:2008Natur.453.1212A. doi:10.1038/nature07011. PMID 18580944.(англ.)
4. ↑  Huge Impact Created Mars' Split Personality. Space.com. Процитовано 1 липня 2008.(англ.)
5. ↑  Chandler, David (25 червня 2008). Solar system's biggest impact scar discovered: MIT scientists solve riddle of Mars' two-faced nature. MIT News. Архів оригіналу за 1 січня 2015. Процитовано 1 січня 2015.(англ.)